# Al-Fārābī

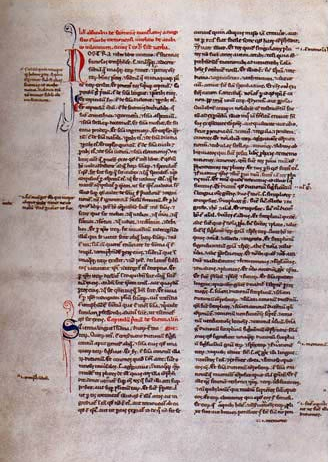
Lateinische Übersetzung des Kitāb Iḥṣāʾ al-ʿulūm von Gerhard von Cremona, B.N.F. fonds lat. 9335, 13. Jh.

Abū Nasr Muhammad al-Fārābī (arabisch أبو نصر محمد الفارابي, DMG Abū Naṣr Muḥammad al-Fārābī, kurz al-Fārābī, gelegentlich auch Fārābī oder Alfarabi, latinisiert Alpharabius oder Avenassar (geboren vermutlich um 872 in Otrar, Siebenstromland; gestorben 950 zwischen Aschkelon und Damaskus, Syrien) war ein arabischsprachiger Philosoph und Gelehrter aus Zentralasien, der sich neben Philosophie auch mit Medizin und Astronomie beschäftigte.

## Leben
Vor allem über al-Fārābīs Kinder- und Jugendzeit bieten sowohl schriftlich-dokumentarische als auch schriftlich-erzählende Quellen keine eindeutigen Fakten. Sein Geburtsort war als Sohn eines Generals möglicherweise Wāsidsch, eine kleine Festung im Distrikt Fārāb an der Nordgrenze Transoxaniens oder die Region Faryab im heutigen Afghanistan. Über seine ethnische Herkunft aus Zentralasien finden sich in den biographischen Quellen unterschiedliche Angaben, u. a. eine iranische, turkestanische oder türkische Abstammung, wobei die Forschungsliteratur größerenteils letztere für wahrscheinlicher oder ein abschließendes Urteil für unbegründbar hält. Al-Fārābī gibt an, dass einer seiner philosophischen Lehrer der nestorianische Christ und Anhänger der alexandrischen Schule Yuḥanna ibn Ḥaylān (gest. um 920) war. Da dieser 908 nach Bagdad übersiedelte, wird angenommen, dass auch al-Fārābī spätestens ab diesem Zeitpunkt sich dort aufhielt. Ferner hatte al-Fārābī Verbindungen zu Abū Bišr Mattā ibn Yūnus, einem Übersetzer und Kommentator der Bagdader Schule christlicher Aristoteliker. Ab 942 lebte al-Fārābī dann in der Gefolgschaft des späteren Hamdanidenfürsten Saif ad-Daula meist in Aleppo. Im Jahre 950 soll er laut der legendarisch gefärbten Darstellung al-Bayhaqīs (ca. 1097–1169) als Begleiter von Saif ad-Daula auf dem Weg zwischen Damaskus und Asqalān von Straßenräubern erschlagen worden sein.
Über al-Fārābīs Leben in Bagdad ist nur wenig bekannt. Zahlreiche Anekdoten kursieren jedoch, die ihn als einen weltabgewandten Gelehrten darstellen. Eine solche Erzählung berichtet beispielsweise, dass al-Fārābī nachts als Wächter in einem Bagdader Garten tätig gewesen sei, da er in der Stille der Nacht die nötige Ruhe zum Nachdenken gefunden habe. Weitere Anekdoten schildern ihn als Musiker, der mit seiner Kunst Menschenmengen in seinen Bann zog und sie etwa gegen ihren Willen in den Schlaf spielte. Der Wahrheitsgehalt dieser Geschichten ist allerdings fraglich, auch wenn einige Elemente möglicherweise auf realen Ereignissen basieren. Da al-Fārābī im Gegensatz zu anderen prominenten Persönlichkeiten seiner Zeit keine Autobiographie verfasste und auch seine Schüler keine ausführlichen Berichte über sein Leben hinterließen, bleiben viele Details unklar und lassen sich nicht verifizieren.

## Werk

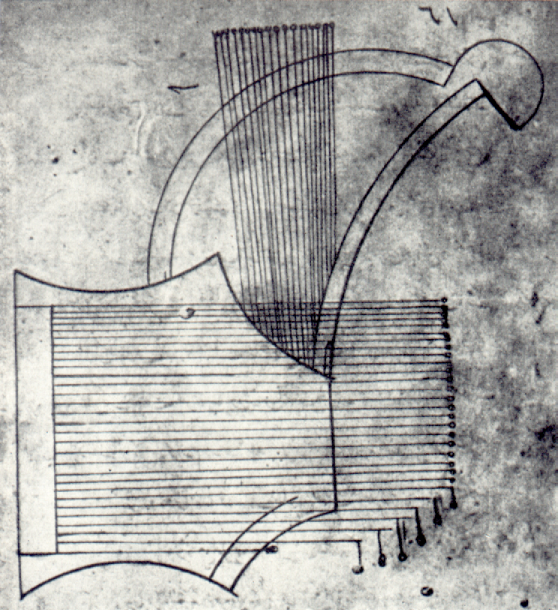
Illustration aus Kitāb al-Mūsīqā al-kabīr, ein šāh-rūd genanntes Saiteninstrument

Er beschäftigte sich mit Logik, Ethik, Politik, Mathematik, Philosophie und Musik. Er kannte unter anderen philosophische Werke von Aristoteles (nebst einigen wichtigen Kommentaren) und Platon, die ihm bereits in persischer oder arabischer Übersetzung vorlagen, und trieb auch die Übersetzung weiterer Texte voran.
Er war der Ansicht, dass die Philosophie nunmehr in der islamischen Welt ihre neue Heimat gefunden habe. Philosophische Wahrheiten hielt er für universell gültig und betrachtete die Philosophen als Propheten, die zu ihren Erkenntnissen mittels göttlicher Inspiration (arabisch waḥy) gelangt seien.

### Musikwissenschaft
Sein Kitāb al-Mūsīqā al-kabīr (Großes Buch der Musik) gilt als umfassendste und grundlegende Schrift der „irano-arabo-türkischen“ Musiktheorie und Musiksystematik. In seinen Schriften zur Musik verband er detaillierte Kenntnisse als ausübender, dem Sufismus nahestehender Musiker und sachliche Präzision als Naturwissenschaftler mit der Logik der Philosophie. Zu von ihm beschriebenen Musikinstrumenten gehören unter anderem das zitherähnliche Saiteninstrument šāh-rūd sowie die Langhalslauten Tanbur (ṭunbūr al-baghdādī und ṭunbūr al-chorassānī), womit er mittels Zeichnungen charakteristische Merkmale von Tonarten, Modi und Intervallen beschreibt.
Zentral war für al-Fārābī die Kurzhalslaute ʿūd. Von al-Fārābī selbst wird berichtet, dass er oft bei feierlichen Veranstaltungen diese Laute gespielt habe. Es existieren hierzu einige Anekdoten, die allerdings schwer belegbar sind.
Al-Fārābī begann seine bedeutendste musiktheoretische Abhandlung, das Kitāb al-mūsīqī al-kabīr, aus dem Anlass, dass die überlieferten griechischen Werke seiner Meinung nach von geringerer Qualität waren. Dies führte er auf fehlerhafte Übersetzungen zurück. Ebenso fand er bei den arabischen Musiktheoretikern Ansichten, die entweder auf Verhältnisse der arabischen Musik nicht anwendbar waren oder theoretischen Hintergrund vermissen ließen. So hatte z. B. al-Kindī griechisches Theoriegut auf die arabische Musik übertragen. Al-Kindī selbst fehlten aber praktische Kenntnisse der Musik, um die mangelnde Anwendbarkeit griechischer Musiktheorie auf den vorderen Orient feststellen zu können. Er übernahm einen Großteil griechischen Vokabulars aus einem großen Bereich wissenschaftlicher Disziplinen, grenzte aber die griechische Musiktheorie in bestimmten Punkten von der Musik des Orients ab.
Al-Fārābī grenzt die philosophische Theorie der Musik von der Akustik ab. Er gliedert das Handwerk der Musik in 3 Künste. Die Kunst (fann) Sawa, die erste dieser Künste, ist die Kenntnis der Theorie wie der Akustik, der Intervallslehre, von Melodie und Rhythmus. Die Griechen hatten sich seiner Meinung nach nur auf diese Kunst beschränkt. Die zweite Kunst ist nach al-Fārābī die Kenntnis der Instrumente und das Hervorbringen von Tönen auf denselben, also das Erlernen des Spielens eines Instruments als Verbindung von Theorie und Praxis. Al-Fārābī nimmt hierbei besonderen Bezug auf Kurzhals- und Langhalslauten, Flöte aus Pfahlrohr (nay), arabische Oboe (mizmar) und Harfe (tschang) sowie einige weitere Instrumente. Die dritte Kunst behandelt die Theorie der Komposition an sich. Hierbei geht al-Fārābī auf Konsonanz und Dissonanz ein und behandelt Melodie und Rhythmus. Der die Melodie behandelnde Teil seines Werkes ist für den Laien teils schwer verständlich. Der Rhythmus stellt nach al-Fārābī die Länge und die Ausdehnung der Noten dar. Al-Fārābī verwendet Anleihen bei der Geometrie Euklids zur näheren Beschreibung von Tönen. Analog zur menschlichen Sprache existiert Musik sowohl in rhythmischer, „poetischer“, Form als auch in nicht-rhythmischer Form. Letztere zeichnet sich dadurch aus, dass die einzelnen Töne keine feste Länge besitzen.

### Medizin
Im medizinischen Bereich zeigt sich erneut ein Kernpunkt des farabianischen Gedankengebäudes, nämlich der auch als Monarchismus bezeichnete Rückgriff auf ein zentrales, alles regelndes Element. Zur Naturwissenschaft rechnete Farabi nur die Kenntnis der Körperteile, die Arten der Gesundheit und die Arten der Krankheit. Die anderen vier Teile (Diagnose, Kenntnis der Medikamente und Nahrungsmittel, Prophylaxe und Therapie) stellte er auf dieselbe Stufe wie die Kochkunst oder das Schmiedehandwerk. Al-Fārābīs Ansichten zur Medizin beruhen auf einer Verteidigung der aristotelischen Lehre gegenüber der Lehre Galens. Ziel al-Fārābīs war es hierbei eine strenge Trennung der Philosophie von der Medizin vorzunehmen, da letztere aus al-Fārābīs Sicht nicht den hohen Standards der Philosophie und Logik entsprach. Galen hingegen betrachtete Medizin als untrennbar mit der Philosophie verbunden. In seiner Kritik Galens verwirft al-Fārābī dessen Annahme mehrerer den Körper steuernder Organe. Gemäß al-Fārābīs Analogie zwischen dem Aufbau des Universums und dem Aufbau der Details kann es nur ein herrschendes Organ geben, das den körperlichen Kreislauf reguliert. Für al-Fārābī entspricht dieses Organ dem Herzen, da das Herz über die Arterien den Körper mit Nährmitteln versorgt. Ebenso wird über das Herz die geistige Ineinanderwirkung mit dem Körper bewerkstelligt, denn das Herz ist, Aristoteles folgend, der Sitz der Seele, wohingegen das Gehirn nach aristotelischer Vorstellung irrelevant ist.
In Hinblick auf die Medizin verwirft al-Fārābī den Weg empirischer Erkenntnis, um zu einem neuen Verständnis des Körpers zu gelangen. So lehnt er die Sektion von Leichen mit Verweis auf die Logik der ersten und zweiten Analytiken des Organons ab. Aristoteles hatte, wie ebenfalls Galen, die Annahme vertreten, dass verschiedene Nervenstränge zum Gehirn führen. Aristoteles sah hier einen Sinn, der die fünf von ihm postulierten Sinne regierte. Dies wurde aber von al-Fārābī nicht rezipiert.

### Kosmologie
Al-Fārābīs System des Universums fußt fest in der Intellektlehre des Neuplatonismus, der sich zu seiner Zeit bereits in der islamischen Philosophie etabliert hatte. Bedeutender Vorläufer war hierbei al-Kindī, obwohl das Bewegungslehre-Modell (kinematisches Modell) al-Fārābīs als Synthese aus Aristoteles, dem ptolemäischen Weltbild und dem Neuplatonismus, keine Vorläufer in arabischer oder griechischer Geschichte hatte. Kernpunkt ist hierbei das auf dem Wissenstand der antiken Astronomie erbaute geozentrische Weltbild, welches die Erde in den Mittelpunkt des Universums rückt und die Planeten und Himmelskörper um die Erde kreisen lässt. Dabei bewegen sich die Himmelskörper in Sphären, die jeweils in Interaktion miteinander stehen. So sind zum Beispiel die Planeten des Sonnensystems jeweils einer Sphäre zugeordnet. Aristoteles vertrat die Auffassung, dass die Sphären jeweils von Bewegern bewegt würden, in der islamischen Philosophie wurde der Begriff Beweger durch den des Intellektes ersetzt. Gott ist hierbei seit Aristoteles der erste unbewegte Beweger, der alle anderen Sphären in Gang setzt.
Die Intellektlehre al-Fārābīs ist eine Spielart der neuplatonischen Emanationslehre, die vom Ausfluss des Göttlichen in die niederen Sphären ausgeht. Der Intellekt geht aus Gott hervor, der als reines Geistwesen gedacht wird, und durch das Selbsterkennen Gottes entsteht in einer Art Spiegelungsprozess eine weitere Sphäre. Durch den weiteren Ausfluss des Göttlichen in niederere Sphären entstehen die Himmelssphäre, die selbst keine Sterne enthält und die anderen Sphären. Es folgt die Sphäre der Fixsterne, die von al-Fārābī als fest in ihrer Stellung im Himmel angesehen werden. Absteigend folgen die Sphären der Planeten des Sonnensystems, beginnend bei Saturn, zur Erde hin, wobei dem Mond eine eigene Sphäre zugeordnet wird. Der Mond repräsentiert die Trennlinie zwischen himmlischer und irdischer Welt. Unterhalb des Mondes finden sich die Elemente (Feuer, Wasser etc.) in Reinform. All diese Sphären entsprechen jeweils einem Intellekt und sind hierarchisch nach ihrer Erhabenheit geordnet. Der Unterschied zu Aristoteles besteht darin, dass Aristoteles pro Sphäre zwei „Beweger“ annimmt, einen für das Gestirn selbst und einen für die Bewegung der Sphäre, wohingegen al-Fārābī nur einen Intellekt pro Sphäre annimmt. Al-Fārābīs Erklärung der Bewegung der einzelnen Sphären ist unklar.
Es existieren mehrere mögliche Modelle, die sich entweder an Aristoteles zwei Bewegern pro Sphäre orientieren oder nur einen Beweger annehmen. Janos nimmt an, dass al-Fārābī von einem Intellekt pro Sphäre ausgeht, der durch Emanation die Bewegung der Sphäre in Gang setzt. Die Kreisbewegungen der einzelnen Sphären rufen die Entstehung der Materie hervor. Der zehnte Intellekt bedingt hierbei die Gestaltung der Erde selbst. Er ist gleichzusetzen mit dem aktiven Intellekt des Aristoteles, zu dem der Mensch im Stande ist Kontakt aufzunehmen. Neu bei al-Fārābī ist, dass die Materie als notwendige Voraussetzung angesehen wird, um den Intellekt in der niederen Welt zu realisieren. Die Materie wird im Gegensatz etwa zu al-Kindī nicht als etwas Böses, zu Überwindendes betrachtet. Laut al-Fārābī ist die Idee der Materie bereits in Gott enthalten und kann somit nicht selbst böse sein, da Gott selbst als uneingeschränkt gut verstanden wird.
Al-Fārābī verbindet seine kosmologische Lehre mit der Deutung religiös überlieferter Wundergeschehnisse. Er sieht die Ursache von Wundern in der Sphärenwelt. Diese bewirkt selbst einzelne Wunder, ein Mensch, der Verbindung mit dieser Welt aufgenommen hat, ein Prophet, kann ihre Kräfte aber ebenfalls für sich nutzen und Wunder bewirken.

### Menschliches Denken und Wissenschaften
Dem Menschen ist es grundsätzlich möglich, mit dem zehnten Intellekt Verbindung aufzunehmen, allerdings geht al-Fārābī davon aus, dass dies einigen wenigen begabten Personen, den Philosophen oder den Propheten, vorbehalten bleibt, welche nichtsdestoweniger als nacheifernswertes Ideal für den Rest der Menschheit gelten. Das menschliche Denkvermögen teilt al-Fārābī denn auch gemäß der Intellekttheorie auf. Von al-Kindī übernimmt er den potenziellen Intellekt, welcher der Möglichkeit zum Denken entspricht. Al-Fārābī ergänzt den aktuellen Intellekt, den zur Abstraktion fähigen und mit Wissenschaft vertrauten Denkenden sowie den erworbenen Intellekt, der in der Lage ist, die Existenz der himmlischen Intellekte zu erkennen. Der aktive Intellekt schließlich entspricht dem zehnten kosmischen Intellekt. Dieser Intellekt stellt auch die Möglichkeit zur Glückseligkeit des Menschen dar.
Al-Fārābīs Ansichten über Wissenschaft sind ähnlich seinen übrigen Vorstellungen vom Rückgriff auf hierarchische Elemente durchzogen.
Zentrale Autorität ist für al-Fārābī im Bereich der Philosophie die Lehre der athenischen Philosophie mit ihren Begründern und zentralen Figuren Platon und Aristoteles, deren Lehrmeinung für al-Fārābī in allen zentralen Fragen autoritativ ist. Al-Fārābī sieht in der athenischen Philosophie den Ausgangspunkt der philosophischen Bewegung, welche für ihn stets eine Bewegung bleibt. Eine Aufgliederung in Schulen mit verschiedenen Lehrmeinungen hält er für unzulässig. In philosophiehistorischer Hinsicht ist die Philosophie gemäß al-Fārābī von den alten Griechen zu den Arabern übergegangen.
Al-Fārābīs Urteil über die einzelnen Gegenstandsbereiche des menschlichen Wissens und die Möglichkeit, in diesen Bereichen Erkenntnis zu gewinnen, ist denn auch stark von Aristoteles beeinflusst. Al-Fārābī entwickelt eine eigene Theorie des menschlichen „Nachdenkens“. Dieser zufolge kommen die Menschen überein, bestimmte Gegenstände mit einem wiederholt verwendeten Begriff zu bezeichnen. Hierdurch entsteht die menschliche Sprache. Der Mensch beginnt anschließend Poesie und Prosa zu unterscheiden, nimmt dann eine Unterscheidung von normaler Prosa und Rhetorik vor und unterscheidet ebenfalls beide von der Grammatik. Die Grammatik dient dazu, ein Ordnungssystem in der Sprache zu etablieren. In der weiteren Entwicklung wird der Mensch befähigt, mathematische und physikalische Schlüsse zu entwickeln. Als Höhepunkt des menschlichen Denkens betrachtet al-Fārābī die Logik der Philosophie, insbesondere Aristoteles’ Organon. Hier findet sich die Möglichkeit zum Beweis einer Ansicht gegeben.
Die Kategorienlehre des Organon stellt für al-Fārābī die Grundlage des menschlichen Denkens dar. Die verschiedenen syllogistischen Schlussformen des Organon entsprechen für al-Fārābī jeweils einer Wissenschaft. Jedem Schlusstyp wird eine bestimmte Stufe von Wahrheitsfähigkeit zugebilligt. Der demonstrative Schluss ist der der Philosophie, welche dem Menschen ermöglicht, die Welt mittels des eigenen Verstandes zu erkennen, der dialektische Schluss der der Theologie, Rechtslehre und Sprachwissenschaft. Da diese stets nur von einigen Kulturen anerkannt wird, entspricht sie nicht mehr den hohen Standards der Philosophie. Der rhetorische Schluss und der von al-Fārābī hinzugefügte poetische Schluss sind nicht einmal mehr wissenschaftlich, sondern dienen der Religion, welche das Ziel verfolgt, mittels anschaulicher Gleichnisse unverständigen Personen Wahrheiten näher zu bringen, die ihnen aufgrund ihres mangelnden Verstandes sonst nicht zugänglich wären.
In Hinblick auf die islamische Religion selbst plädiert al-Fārābī an vielen Stellen für eine symbolische oder allegorische Interpretation des Koran. So sieht er z. B. die jenseitige Sanktionierung des diesseitigen Verhaltens als eine nur den Geist betreffende Angelegenheit, da nur der Geist zur Empfindung fähig sei.

### Al-Fārābīs Modellstaat
Angelehnt an Platons Politeia entwarf al-Fārābī ein eigenes utopisches Staatsmodell, al-madīna al-fadila, die Idealstadt. Hierunter ist aber, in Abgrenzung zu Platon, nicht eine konkrete Stadt, wie die griechische Polis, sondern eher eine mehrere solche Gemeinschaften umfassende politische Einheit zu verstehen. In Analogie zu seinem kosmischen Ordnungsprinzip, welches Gott als Lenker der Welt vorsieht, soll al-Fārābīs Idealstaat von einem Philosophenkönig gelenkt werden, der aber zugleich als Prophet tätig ist, um erkannte Wahrheiten in Form von Gleichnissen vermitteln zu können, die ansonsten unverständlich blieben.
In al-Fārābīs Abhandlung zeigt sich eine deutliche Absetzung vom orthodoxen Islam seiner Zeit. So sieht er nicht die islamische Gesellschaft als alleinig befähigt an, den Zustand des idealen Staates zu erreichen, sondern gesteht dies grundsätzlich allen Völkern zu. Dies geht einher mit seiner Theorie der Prophetie, die in religiösen Symboliken nur Gleichnisse für die der Erkenntnis der Welt mittels Philosophie nicht Befähigten sieht. Die wirkliche Tugendhaftigkeit ist aber prinzipiell unabhängig von Religion möglich. Da religiöse Wahrheiten nicht logisch belegt sind, können sie für sich nicht denselben Wahrheitsgehalt beanspruchen, wie geistige Erkenntnisse, zu denen der Philosophenherrscher aufgrund seiner Verbindung mit dem aktiven Intellekt gelangte. Religiöse oder soziale Normen dienen letztlich zur Aufrechterhaltung der gesellschaftlichen Stabilität. Sie müssen aber stets der Kontrolle des Philosophen und damit der Kontrolle der Logik unterliegen, da nur diese in der Lage ist zentrale Wahrheiten zu erkennen, welche bei al-Fārābī z. B. gleichzusetzen sind mit den Annahmen, dass das Glück das Ziel des Lebens ist oder auch mathematische Wahrheiten, wie dass 2>1. Al-Fārābīs Modellstaat weist deutliche Anleihen an Platon auf. So ordnet er ebenfalls jedem Einzelnen Aufgaben gemäß seinen Fähigkeiten zu, die ehrbarste Aufgabe kommt aber dem Herrscher zu, welcher wissend und gerecht sein muss und in Kontakt mit dem Aktiven Intellekt. Der Philosophenherrscher muss, vergleichbar Platon, in wissenschaftlichen Erkenntnissen geschult sein, muss aber ebenso moralische und persönliche Qualitäten aufweisen. Al-Fārābī betont aber auch, dass es fast unmöglich ist, eine solche Person zu finden, sodass man die Herrschaft im Zweifelsfalle lieber mehreren Personen übertragen solle.
Al-Fārābī unterscheidet mehrere „Idealtypen“ eines Staates, wobei dem das Individuum umgebenden Staatsgebilde eine wesentliche Funktion in Hinblick auf dessen künftiges Heil zukommt. Da die Glückseligkeit bei al-Fārābī an Erkenntnis gebunden ist und die Bewohner des idealen Staates unter einem Herrscher leben, der Zugang zur göttlichen Wahrheit besitzt und diese vermitteln kann, haben die Bewohner des Idealstaates eine größere Wahrscheinlichkeit nach ihrem Tod ins Paradies zu gelangen. Al-Fārābī kommentiert ebenfalls den unmoralischen Staat. Dieser fußt zu einem Gutteil auf der mangelnden Moralität der Herrschenden. Seine Bewohner gehen der Glückseligkeit abhanden und werden nach ihrem Tod mit höherer Wahrscheinlichkeit in die Hölle gelangen. Im unwissenden Staat hingegen besteht die Möglichkeit, dass Seelen nach dem Tode zergehen, da die Bewohner dieses Staates nicht für ihre Unwissenheit verantwortlich gemacht werden könne und es somit ungerecht wäre, sie nach dem Tode zu bestrafen.

## Rezeption
In der Wissenschaftsgeschichte des Islams wird al-Fārābī als „Zweiter Lehrer“ nach Aristoteles gesehen. Neben al-Kindī, ar-Rāzi, Avicenna und al-Ghazali ist al-Fārābī einer der wichtigsten Vertreter der islamischen Philosophie. Er gehört mit zu den herausragenden und umfassenden Denkern des 10. Jahrhunderts und gilt als größter Theoretiker der arabisch-persischen Musikgeschichte. Es war auch sein Verdienst, dass die griechische Philosophie ihren Weg in das Morgenland fand. Seine Werke wurden über Jahrhunderte immer wieder herangezogen und intensiv diskutiert. Besondere Wirkung, auch in hebräischen und lateinischen Übersetzungen des 11. und 12. Jahrhunderts, entfaltete sein wissenschaftstheoretisches Grundlagenwerk Kitāb Iḥṣāʾ al-ʿulūm (Buch über die Einteilung der Wissenschaften). Moses ibn Tibbon aus der Übersetzerfamile Ibn Tibbon übersetzte einige seiner Werke ins Hebräische. Wie in ähnlichen Fällen großer Gelehrter wurde al-Fārābī gelegentlich vereinnahmt, was z. B. die Zurechnung zur jeweils eigenen Ethnie betrifft.
Ebenso berief sich insbesondere Avicenna auf ihn. Avicennas kosmologisches Modell scheint stark von al-Fārābī beeinflusst zu sein. Ebenso scheint die metaphorische Betrachtung einzelner Reden im Koran bei Avicenna (z. B. die Metapher des göttlichen Thrones) auf al-Fārābīs „Methode“ der Koranauslegung zurückzugehen. Das aristotelische Organon erlangte durch Fārābī einen über Jahrhunderte dominierenden Status in der islamischen Theologie.
Es finden sich aber auch weiterreichende Rezeptionsvorgänge der farabianischen Philosophie, so z. B. in der schiitischen Mystik. Die Lauteren Brüder von Basra scheinen, von Fārābīs Intellekttheorie beeinflusst, diese mit mystischem Erlösungsstreben verbunden zu haben. Die direkte Schule al-Fārābīs bestand vor allem aus den arabischen Christen Yaḥyā ibn ʿAdī, Abū Sulaimān as-Siǧistānī, Yūsuf al-ʿĀmirī und Abū Haiyan at-Tauhidī. Der Kritiker der Philosophen, al-Ġazālī, bezog in seine Verurteilung der Philosophie auch Fārābī ein.
2016 wurde der Asteroid (7057) Al-Fārābī nach ihm benannt.

## Schriften

### Schriften zur Musik
- Kitāb Iḥṣāʾ al-īqāʿāt („Buch der Klassifikation der Rhythmen“)
  - Übersetzung: E. Neubauer: Die Theorie vom Īqā, I: Übersetzung des Kitāb al-īqā‘āt von Abū Nasr al-Fārābī’. In: Oriens. Band 34, 1994, S. 103–173.
- Kitāb fi ’l-īqāʿāt („Buch über Rhythme“n)
  - Übersetzung: E. Neubauer: Die Theorie vom Īqā, I: Übersetzung des Kitāb al-īqā‘āt von Abū Nasr al-Fārābī’. In: Oriens. Band 21–22, 1968–1969, S. 196–232.
- Kitāb Iḥṣāʾ al-ʿulūm („Buch über die Einteilung der Wissenschaften“)
- Kitāb al-Mūsīqā al-kabīr („Das große Buch der Musik“; كتاب الموسيقى الكبير)
  - Hrsg.: G. A. M. Khashaba, Kairo 1967
  - Übersetzung: R. d’Erlanger: La musique arabe. Band 1, Paris 1930, S. 1–306, und Band 2, ebenda 1935, S. 1–101.

### Philosophische und theologische Schriften
- Kitāb Iḥṣāʾ al-ʿulūm („Buch der Klassifikation der Wissenschaften“)
  - A. González Palencia (Hrsg.): Catálogo de las Ciencias (Textedition, lateinische und spanische Übersetzung), Madrid: Imprenta y Editorial Maestre 2. Auflage. 1953.
  - Al-Fārābī: Über die Wissenschaften. De scientiis. Nach der lateinischen Übersetzung Gerhards von Cremona. Mit einer Einleitung und kommentierenden Anmerkungen herausgegeben und übersetzt von Franz Schupp. Felix Meiner, Hamburg 2005.

- Mabādiʾ ārāʾ ahl al-madīna al-fāḍila
  - Richard Walzer (Herausgeber und Übersetzer): Al-Farabi on the Perfect State, Clarendon Press, Oxford 1985.
  - Cleophea Ferrari: Die Prinzipien der Ansichten der Bewohner der vortrefflichen Stadt, Stuttgart: Reclam 2009.

- Risāla fī l-ʿaql
  - M. Bouyges (Hrsg.): Epistle on the Intellect. Beirut: Imprimerie Catholique 1938.

- Kitāb al-Ḥurūf
  - M. Mahdi (Hrsg.): The Book of Letters, Beirut: Dar al-Mashriq 1969.

- F. W. Zimmermann: Al-Farabi’s Commentary and Short Treatise on Aristotle’s De Interpretatione, Oxford University Press, Oxford 1981.

### Primärtexte
- Digitalisate der Universität von Granada
- De Intellectu Et Intellecto (lat.)
- Kitāb iḥṣā' al-'ulūm / Catálogo de las ciencias, span. Übers. von Ángel González Palencia, Madrid 1953.
- Über den Ursprung der Wissenschaften, De ortu scientiarium, eine mittelalterliche Einleitungsschrift in die philosophischen Wissenschaften, hrsg. Clemens Baeumker, Münster 1916. Digitalisat bei archive.org und gallica.bnf.fr.
- Der Musterstaat, hrsg. F. Dieterici, E. J. Brill, Leiden 1900.
- Die Staatsleitung, Leiden 1904
- Alfārábī's philosophische Abhandlungen, Übers. F. Dieterici, E. J. Brill, Leiden 1892. Digitalisate bei archive.org: Version 1, Version 2, bei gallica.bnf.fr: Version 3
- Lateinische Texte zur Musik im Thesaurus Musicarum Latinarum
- Kitāb al-Ḥurūf, e-Text.